# 21 Dywizjon Artylerii Przeciwlotniczej

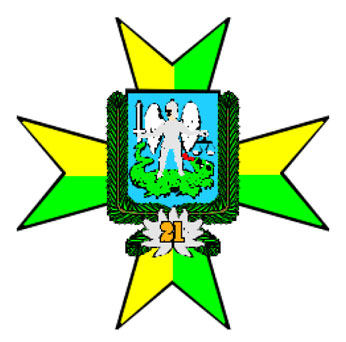
Odznaka pamiątkowa dywizjonu.

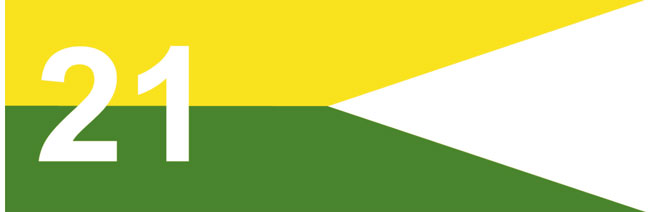
Proporzec na beret 21 daplot.

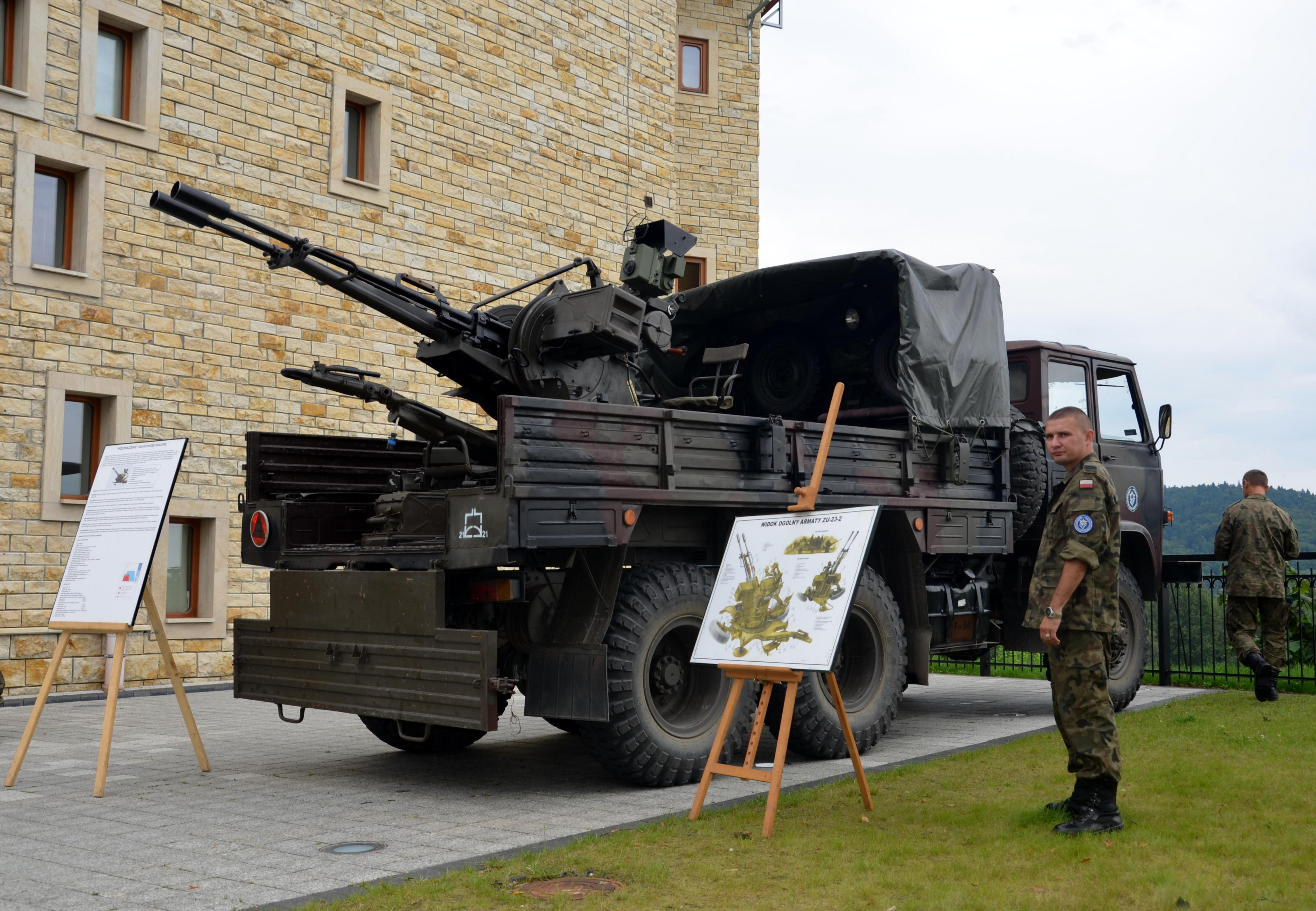
Hibneryt

21 Dywizjon Artylerii Przeciwlotniczej im. gen. dyw. Józefa Zająca – pododdział artylerii przeciwlotniczej Sił Zbrojnych RP podporządkowany dowódcy 21 Brygady Strzelców Podhalańskich.
Głównym zadaniem jednostki jest osłona przeciwlotnicza pododdziałów 21. BSP, do realizacji tych zadań dywizjon wyposażony jest w:
- ręczne wyrzutnie rakietowe krótkiego zasięgu Grom;
- armaty przeciwlotnicze ZU-23-2 Hibneryt;
- do wykrywania i śledzenia celów – w stację radiolokacyjną NUR-21;
- Zdolna do Przerzutu Stacja Radiolokacyjna ZDPSR Soła[1];
- samobieżny przeciwlotniczy zestaw rakietowy Poprad (9 zestawów)[2].

## Historia
21. dywizjon artylerii przeciwlotniczej sformowano zarządzeniem Szefa Sztabu Generalnego WP nr 049/Org. z dnia 26 maja 1993 roku i rozkazem Dowódcy 21. Brygady Strzelców Podhalańskich nr 039 z dnia 31 sierpnia 1993 roku, jednostkę po sformowaniu rozmieszczono w koszarach przy ulicy Lwowskiej w Rzeszowie.
W 1998 roku dywizjon otrzymał sztandar wojskowy ufundowany przez społeczeństwo Strzyżowa.
W roku 2008 zgodnie z rozkazem Dowódcy 21.BSP nr 90 z 6 kwietnia 2008 roku dywizjon przebazowano z Rzeszowa do garnizonu Jarosław, gdzie stacjonuje w koszarach razem z 14. Dywizjonem Artylerii Samobieżnej.

## Tradycje
Decyzją Nr 50/MON Ministra Obrony Narodowej z dnia 24 marca 1998 dla upamiętnienia zasług oraz kultywowania tradycji oręża polskiego 21. dywizjon artylerii przeciwlotniczej otrzymał imię gen. dyw. Józefa Zająca
19 kwietnia 1998 roku na wniosek Ministra Obrony Narodowej dywizjon otrzymał sztandar ufundowany przez Społeczny Komitet Fundacyjny Ziemi Strzyżowskiej.
Decyzją Nr 133/MON Ministra Obrony Narodowej z dnia 18 kwietnia 2011 wprowadzono oznakę rozpoznawczą oraz proporczyk na beret.
Decyzją Nr 123/MON Ministra Obrony Narodowej z dnia25 kwietnia 2012 wprowadzono odznakę pamiątkową.

## Dowódcy
- ppłk inż. Henryk Rogala (1993 – 1997)
- ppłk mgr Andrzej Cygankiewicz (1997 – 2004)
- ppłk Janusz Wójcik (2004 – 2007)
- ppłk Andrzej Niemiec (2007 – 15 listopada 2010)
- ppłk Artur Adamiak (16 listopada 2010 – 5 maja 2016)
- ppłk Janusz Goch (6 maja 2016 – 16 września 2018)
- ppłk Jarosław Fedyniuk (17 września 2018 – 26 marca 2020)
- ppłk Piotr Cichoń (27 marca 2020 – 18 marca 2022)
- ppłk Piotr Zieliński (18 marca 2022 – 21 czerwca 2023)
- ppłk Radosław Jezierski (21 czerwca 2023 – obecnie)